# LATAM 카고 멕시코
LATAM 카고 멕시코(영어: LATAM Cargo México)는 멕시코의 화물 항공사로 본사는 멕시코 멕시코시티에 위치해 있으며 1992년에 설립했다. 허브 공항으로 멕시코시티 국제공항이 있으며 계열사는 칠레의 항공사인 LATAM 항공 그룹이 있다.

## 역사
항공사는 1992년 설립했으며 같은 해 4월 최초로 취항하기 시작했다. 2000년 12월 란 항공은 항공사의 25%의 지분을 인수해 182명의 직원을 거두는 회사로 성장하게 되었다. 또한 지분의 경우 란 항공과 PAL(스페인어: Promotoro Aérea Latinoamericana)가 소유하고 있다.

## 보유 기종
- 2012년 3월 기준으로 LATAM 카고 멕시코는 다음과 같은 기종을 보유하고 있으며 평균 기령은 5.7년[2]이다.[3]